# I've Been Loving You/Here's to the Next Time
I've Been Loving You/Here's to the Next Time è il primo 45 giri di Elton John, pubblicato nel 1968.

## Il disco
Fu il suo primo singolo accreditato ad "Elton John" e non a "Reg Dwight" (il vero nome dell'artista britannico). La versione originale del singolo riporta per il brano "I've been loving you" la firma di Elton John per la musica e di Bernie Taupin per il testo, mentre il brano "Here's to you the next time" reca la sola firma di Elton John. 
Entrambi i brani nel 1992 vennero inclusi nella raccolta Rare Masters (in un nuovo remix stereo).
Il 45" è noto tra i collezionisti per la sua estrema rarità: una copia è stata venduta su eBay il 18 ottobre 2009 a 782,73 $. Ma il pezzo più raro della discografia di Elton John risulta essere un EP del 1968 (stampato esclusivamente in Portogallo e praticamente introvabile) contenente I've Been Loving You, Here's to the Next Time, Angel Tree (la prima vera composizione di Elton e Bernie ad essere pubblicata) e Thank You for All of Your Loving (composta da Elton e Caleb Quaye). Una delle pochissime copie esistenti è stata venduta su eBay nel 2007 a 2,551 $.

## Tracce
1. I've Been Loving You
2. Here's to the Next Time